# 김해 외동 FC
김해 외동 FC는 경상남도 김해시에 위치한 under-12팀 유형의 축구단이다. 본래 김해외동초등학교의 축구부원으로만 구성된 축구팀이였으나, 현재는 클럽팀으로 전환하여 활동중이다.

## 역사
2019년 황금세대 07년생 경상남도 주말리그 조 3위

## 참고 문헌
- “KFA 통합경기정보 시스템”. 대한축구협회.

## 같이 보기
- 김해외동초등학교